# Municipio de Shabbona
El municipio de Shabbona (en inglés: Shabbona Township) es un municipio ubicado en el condado de DeKalb en el estado estadounidense de Illinois. En el año 2010 tenía una población de 1453 habitantes y una densidad poblacional de 15,94 personas por km².

## Geografía
El municipio de Shabbona se encuentra ubicado en las coordenadas 41°45′52″N 88°52′56″O / 41.76444, -88.88222. Según la Oficina del Censo de los Estados Unidos, el municipio tiene una superficie total de 91.13 km², de la cual 89,6 km² corresponden a tierra firme y (1,68 %) 1,53 km² es agua.

## Demografía
Según el censo de 2010, había 1453 personas residiendo en el municipio de Shabbona. La densidad de población era de 15,94 hab./km². De los 1453 habitantes, el municipio de Shabbona estaba compuesto por el 97,73 % blancos, el 0,14 % eran afroamericanos, el 0,41 % eran amerindios, el 0,62 % eran asiáticos, el 0,55 % eran de otras razas y el 0,55 % eran de una mezcla de razas. Del total de la población el 2,48 % eran hispanos o latinos de cualquier raza.